# 川口能活
川口能活（日语：／ Kawaguchi Yoshikatsu，1975年8月15日—），已退役日本足球運動員，前日本國家足球隊成員，司職守門員，現任日本國家足球隊守門員教練。

## 俱樂部生涯
1975年8月15日川口能活出生在日本静冈县，他从小就具有足球特别是守门员的天赋，他的表现出色，并且在多次比赛中有精彩的表现。
受到学校球队的哥哥的影响，川口从小学三年级开始踢球，川口擅长接球和大脚开球，所以很快就成为了球队的守门员。比起参加比赛，他更热衷于不断的训练，因此他的能力得到了迅速的发展。
四年级的时候他成为球队的正选守门员。小学六年毕业后，他决定进入东海第一附属中学，因为那所学校有优秀的足球队，他认为那里优秀的教练和队友有助于提高他的能力，川口不仅在足球方面表现出色，学习成绩也相当优秀，当年他以全班最高的成绩通过了入学考试，进入了理想的中学。
初中一年级的时候，他的球队赢得了全日本中学少年足球锦标赛的第二名。初二年的时候他参加了中学少年足球锦标赛。
1991年，川口进入了清水商业高中，第一年就成为了球队的正选门将。在他高三的那一年，他以队长身份带领球队赢得了高中足球锦标赛的冠军。
1994年，川口从高中毕并加入了职业联赛的横滨水手。
1995年松永成立退役，川口成为了横滨队的主力门将。川口出道的第一年为横滨水手赢得了联赛的冠军，他自己也得到了最佳新人奖，并入选了最佳11人的阵容。
2001年川口能活转会英冠球队朴茨茅斯 ，但他的上阵机会愈来愈少，只能屈居特立尼达和多巴哥门将希斯立和塞尔维亚门将伊历之后，成为第三门将。2003年，朴茨茅夫成功升上英超，但川口能活并未有得到机会，两个赛季只为球队出场12次，还让他丢掉了日本国家足球队2002年世界杯的正选位置。
2003年，川口能活加盟丹麦足球超级联赛球队北西兰，然而在水平较低的丹麦联赛他也未有获得重用，两季以来只上阵了10场，直到2005年他结束了自己的旅欧生涯。
2005年，川口能活回到日本，加盟日职联赛球队磐田喜悦。重返日本的川口能活仍然凭着出众的技术在国内重夺球队一号门将的地位。川口能活在磐田喜悦效力了8年，在2010年为球队赢得了日本联赛盃。
川口能活是在2014年从磐田喜悦加盟FC岐阜 ，2014年赛季变成替补门将的他仅仅在日乙联赛出场了6次。
日职联赛官方消息，日本前国门川口能活从FC岐阜加盟了日丙联赛球队SC相模原 。
2018年11月，日丙联赛SC相模原的日本前国门川口能活宣布将在赛季结束后退役。

## 國家隊生涯
1995年川口能活被评为日职联赛最佳年轻球员，同年他入选了日本国奥队，1996年他作为主力门将参加了1996年亚特兰大奥运会的比赛，在首场比赛中日本1比0击败拥有罗纳尔多、里瓦尔多和贝贝托等人的巴西。
1998年日本国家足球队首次参加1998年世界杯，川口能活作为主力门将打满了全部三场比赛，尽管日本三战全败无缘16强。2000年川口能活帮助日本夺得2000年亚洲杯冠军。
2001、2003和2005年三次联合会杯川口能活都是主力，其中在2001年联合会杯日本获得亚军，川口能活入选了赛事最佳阵容。
2005年联合会杯上，他帮助日本队1比0击败欧洲冠军希腊，2比2战平巴西。
2002年世界杯前，由于在英超球队朴茨茅斯打不上主力，川口能活主动把国家队主力门将的位置让给了楢崎正刚。2004年亚洲杯川口能活在与约旦1/4决赛中扑出对方两个点球，决赛中又是他挡住了中国队前锋李毅的必进球，帮助日本获得了亚洲杯的冠军。2007年亚洲杯1/4决赛，川口能活又在点球决战中扑出了澳洲的卢卡斯·尼尔和哈里·科威尔的点球被评为当场最佳。
2006年世界杯川口能活依然是日本队的主力门将。2010年年初川口能活在一场日职联赛中严重受伤，此前有消息称他将因此无缘2010年世界杯，不过主教练冈田武史最终还是决定带上了他。

## 執教生涯
12月7日日本媒体消息，门将川口能活将加入森保一的教练组，担任国家队及国奥队守门员教练。

## 個人生活
川口的妻子原名宫越佳苗（现名川口佳苗）。在丹麦的时候认识，2004年12月17日结婚，她身高155厘米，川口180厘米。女儿于2007年3月25日出生。

## 榮譽

### 俱樂部
橫濱水手
- J1聯賽冠軍 : 1995、2000

樸茨茅夫
- 英冠冠軍 : 2002-03

### 國家隊
日本
- 亚洲杯冠軍 : 2000、2004
- 亞太挑戰盃冠軍 : 2001
- 非亞國家盃冠軍 : 2007

## 演出

### 廣告
- 日產汽车（1998年）
- 大塚製藥「エネルゲン」
- 参天製藥「サンテエフエックス」
- 東海食品「きゅうりのキューちゃん」

## 外部連結
- 川口能活 – FIFA國際賽競賽紀錄 (存檔)
- 川口能活在 National-Football-Teams.com 上的出场纪录
- Japan National Football Team Database （页面存档备份，存于）
- 日本職業足球聯賽中的川口能活 （日語）
- Yoshikatsu Kawaguchi at SC Sagamihara